# 2024 у телебаченні
Список 2024 у телебаченні описує події у сфері телебачення, що відбулися 2024 року.

## Події

### Січень
- 1 січня
  - Припинення мовлення німецькомовної версії каналу «DW»[1][2].
  - Припинення супутникового мовлення львівського регіонального телеканалу «Перший Західний»[3].
  - Припинення супутникового мовлення «8 каналу»[4].
  - Припинення супутникового мовлення телеканалу «Сварожичи»[4].
  - Припинення супутникового мовлення волинського регіонального телеканалу «Аверс»[5].
  - Початок мовлення нового телеканалу «2+2 Марафон» від медіахолдингу «1+1 Media»[6][7][8].
- 4 січня
  - Припинення мовлення кримськотатарських телеканалів «ATR» і «Lâle» в локальному DVB-T мультиплексі Києва (41 ТВК)[9].
  - Припинення мовлення телеканалів «Discovery Science» і «DTX» на території України[10].
  - Припинення супутникового мовлення телеканалів «Дача», «Світло», «36,6 TV», «КусКус», «U Travel», «ProKino», «Трофей», «Наука», «Терра», «Фауна», «Kinoliving», «Наше улюблене кіно», «Travel XP», «Континент Е», «One Planet», «Discovery Science», «Duck TV», «CNN», «EU Music» і «4ever Music»[11].
- 8 січня — Перехід телеканалу «Армія TV» з мультиплекса MX-1 в MX-7 цифрової етерної мережі DVB-T2[12][13].
- 11 січня — Перейменування одеського регіонального телеканалу «Первый городской» у «Перший міський»[14].
- 20 січня — Відновлення мовлення телеканалу «Перший Західний» у Львові в мультиплексі MX-5 цифрової етерної мережі DVB-T2[15][16].
- 21 січня
  - Відновлення мовлення телеканалу «ITV» у Дубровиці, Сарнах та Вараші в мультиплексі MX-5 цифрової етерної мережі DVB-T2[15][17].
  - Припинення мовлення телеканалу «Sonata» в локальному DVB-T мультиплексі Києва (41 ТВК)[18].
- 24 січня
  - Ребрендинг міжнародних версій телеканалів «Fox» і «Fox Life» в «FX» і «FX Life» відповідно[19][20].
  - Відновлення мовлення телеканалу «Сфера ТБ» у Рівненській області в мультиплексі MX-5 цифрової етерної мережі DVB-T2[15][21].

### Лютий
- 1 лютого
  - Зміна логотипа і графічного оформлення телеканалу «Music Box Polska»[22].
  - Початок мовлення телеканалу «Кременчук» в однойменному місті в MX-5 цифрової етерної мережі DVB-T2[15][23].
- 3 лютого — Припинення мовлення телеканалу «ПравдаТУТ Київ» в локальному DVB-T2 мультиплексі Києва (43 ТВК)[24].
- 6 лютого — Припинення мовлення телеканалу «Телевсесвіт» в локальному DVB-T2 мультиплексі Києва (43 ТВК)[25].
- 10 лютого — Початок мовлення нового телеканалу «Ми — Україна+»[26][27][28].
- 12 лютого — Початок мовлення телеканалу «Вежа» в локальному DVB-T2 мультиплексі Коломиї (44 ТВК)[29][30].
- 15 лютого — Припинення мовлення телеканалу «Інтер» в мультиплексі MX-7 цифрової етерної мережі DVB-T2[31].
- 16 лютого
  - Припинення мовлення телеканалу «1+1» в мультиплексі MX-7 цифрової етерної мережі DVB-T2[32].
  - Припинення супутникового мовлення телеканалу «Ми — Україна»[33].
- 17 лютого — Припинення мовлення телеканалу «Сонце» в мультиплексі MX-5 цифрової етерної мережі DVB-T2[34].
- 20 лютого
  - Початок мовлення нового спортивного телеканалу «UPL.TV» від Української Прем'єр-ліги[35][36].
  - Початок мовлення телеканалу «TV 7+» у локальних DVB-T2 мультиплексах Волочиська (48 ТВК) і Крупця (43 ТВК)[37][38].
- 22 лютого — Початок мовлення телеканалу «Еспресо Біла Церква» в Білій Церкві в MX-5 цифрової етерної мережі DVB-T2[15][39][40].
- 23 лютого — Припинення мовлення телеканалу «Рада» в мультиплексі MX-1 цифрової етерної мережі DVB-T2[41].
- 27 лютого — Відновлення аналогового мовлення регіонального «7 каналу» на 7 ТВК в Харкові[42].
- 29 лютого — Початок мовлення телеканалу «C4» в Чернівцях в MX-5 цифрової етерної мережі DVB-T2[15][43][44].

### Березень
- 1 березня
  - Початок мовлення телеканалу «PTV» в Полтавській області в MX-5 цифрової етерної мережі DVB-T2[15].
  - Припинення супутникового мовлення телеканалів «К2», «Zoom» та «Інтер+»[45].
- 21 березня — Відновлення мовлення телеканалу «Конкурент TV» у Волинській області в мультиплексі MX-5 цифрової етерної мережі DVB-T2[46].
- 22 березня — Припинення аналогового мовлення регіонального «7 каналу» на 7 ТВК в Харкові[47].
- 25 березня
  - Початок супутникового мовлення телеканалу «Ми — Україна+»[48].
  - Ребрендинг телеканалу «Travel and Adventure» в «Travel and Food»[49].

### Квітень
- 1 квітня
  - Початок мовлення телеканалу «Місто+» у Гребінці, Красногорівці та Миргороді в MX-5 цифрової етерної мережі DVB-T2[15][50].
  - Початок повноцінного мовлення телеканалу «Світло» в мультиплексі MX-7 цифрової етерної мережі DVB-T2[51][52].
  - Початок мовлення телеканалу «41 Прилуки» в Ніжині в MX-5 цифрової етерної мережі DVB-T2[15][53].
  - Початок мовлення телеканалу «Конкурент TV» в локальних DVB-T2 мультиплексів Каменя-Каширського (48 ТВК), Любомля (48 ТВК) та Топільного (47 ТВК)[54][55].
- 8 квітня — Відновлення самостійного мовлення та зміна логотипа і графічного оформлення телеканалу «К2»[56][57].
- 9 квітня — Початок мовлення телеканалу «Коростень ТБ» в Овручі в MX-5 цифрової етерної мережі DVB-T2[15][58].
- 20 квітня — Початок мовлення нового фільмового FAST-телеканалу «ICTV Серіали» від медіахолдингу «Starlight Media»[59].
- 22 квітня — Зміна логотипа і графічного оформлення телеканалу «Прямий».
- 23 квітня — Початок мовлення телеканалу «ВІК» у Бердичеві в MX-5 цифрової етерної мережі DVB-T2[15].

### Травень
- 1 травня — Початок мовлення телеканалу «ТАК TV» замість «Ukraine World News» на супутнику й OTT-платформах[60][61].
- 9 травня — Початок мовлення телеканалу «Броди online» у Бродах в MX-5 цифрової етерної мережі DVB-T2[15][62].
- 21 травня — Відновлення самостійного мовлення та зміна програмної концепції телеканалу «Перший»[63][64].

### Червень
- 1 червня
  - Початок мовлення телеканалу «Конкурент TV» в локальному DVB-T2 мультиплексі Цумані (47 ТВК)[54][65].
  - Припинення мовлення телеканалу «Розпакуй TV» в локальному DVB-T мультиплексі Києва (41 ТВК)[66].
  - Припинення онлайн-мовлення інформаційного телеканалу «Ukraine World News».
- 6 червня — Початок мовлення нового документального телеканалу «Viasat True Crime».
- 8 червня — Припинення супутникового мовлення «Чорноморської ТРК».
- 15 червня — Зміна логотипа телеканалу «Перший автомобільний»[67].
- 17 червня
  - Зміна логотипів телеканалів «1+1 Україна» й «1+1 Марафон»[68][69].
  - Призупинення мовлення сумського регіонального телеканалу «СТС».

### Липень
- 19 липня
  - Припинення мовлення і закриття телеканалу «Суспільне Новини»[70][71][72].
  - Перехід телеканалу «Суспільне Крим» на платну модель дистрибуції[73][74][75][76].
- 25 липня — Перехід телеканалу «Ми — Україна+» на платну модель дистрибуції[77].
- 31 липня — Початок мовлення нового розважального телеканалу «Сонце+» від «Студії Пілот»[78][79].
- Початок аналогового мовлення телеканалу «Армія TV» на 32 ТВК в Запоріжжі[80].

### Серпень
- 1 серпня — Початок мовлення телеканалів «Milady Television», «ECO TV» та «8 каналу» в локальному DVB-T мультиплексі Києва (43 ТВК)[81].
- 2 серпня — Початок мовлення телеканалу «tvii.tv» в локальному DVB-T мультиплексі Києва (43 ТВК)[81][82].
- 9 серпня
  - Перехід телеканалу «1+1 Україна» з мультиплекса MX-2 в MX-1 цифрової етерної мережі DVB-T2[78].
  - Перехід телеканалу «Сонце» з мультиплекса MX-7 в MX-3 цифрової етерної мережі DVB-T2[83].
  - Призупинення мовлення телеканалу «Сонце+».
- 12 серпня — Початок мовлення нового спортивного телеканалу «Megogo Спорт»[84].
- 14 серпня — Початок мовлення регіональної версії телеканалу «Еспресо Київ»[81][85][86].
- 19 серпня — Початок мовлення нового звягельського регіонального телеканалу «Н1»[15][87].
- 22 серпня — Початок мовлення телеканалу «ITV» у локальному DVB-T2 мультиплексі Дубна (41 ТВК)[88][89].
- 24 серпня
  - Зміна логотипа і графічного оформлення телеканалу «Бігуді»[90].
  - Зміна графічного оформлення телеканалу «1+1 Україна»[91][92].
- 26 серпня — Початок мовлення музичного телеканалу «Music Box Classic» на території України[93].
- 29 серпня — Початок тестового мовлення телеканалу «Megogo Спорт» в мультиплексі MX-7 цифрової етерної мережі DVB-T2[94][95][96].
- 31 серпня — Призупинення мовлення покровського регіонального телеканалу «Орбіта»[97].

### Вересень
- 1 вересня
  - Призупинення мовлення одеського регіонального «7 каналу»[98].
  - Початок мовлення нового розважального FAST-телеканалу «Супермама» від медіахолдингу «Starlight Media»[99].
- 4 вересня — Відновлення мовлення телеканалу «Сонце+» та його перехід з мультиплекса MX-3 в MX-7 цифрової етерної мережі DVB-T2[83].
- 12 вересня — Відновлення мовлення покровського регіонального телеканалу «Орбіта»[100].
- 15 вересня — Початок мовлення україномовної версії телеканалу «History»[101].

### Жовтень
- 1 жовтня ― Призупинення мовлення одеського регіонального телеканалу «Град»[102].
- 25 жовтня
  - Призупинення мовлення телеканалу «ТАК TV» на супутнику й OTT-платформах[103][104].
  - Припинення мовлення телеканалу «Апостроф TV» в одеському мультиплексі цифрової етерної мережі DVB-T2[105][106].
- 29 жовтня ― Початок мовлення українського російськомовного телеканалу іномовлення «FREEДОМ» в цифровому етері DVB-T2 в Естонії[107].
- 30 жовтня
  - Призупинення мовлення телеканалу «Сонце+» в мультиплексі MX-7 цифрової етерної мережі DVB-T2[108][109][110].
  - Початок повноцінного мовлення телеканалу «Megogo Спорт» в мультиплексі MX-7 цифрової етерної мережі DVB-T2.
- 31 жовтня
  - Початок мовлення телеканалу «Квартал TV» в мультиплексі MX-7 цифрової етерної мережі DVB-T2[111][112][113][114][115][116].
  - Припинення мовлення і закриття дніпровського регіонального телеканалу «Відкритий»[117].

### Листопад
- 1 листопада ― Початок мовлення нового пізнавального телеканалу «Світ+»[111][112][106][113][118][119].
- 4 листопада ― Припинення мовлення телеканалу «ТАК TV» в мультиплексі MX-5 цифрової етерної мережі DVB-T2[120][121].
- 29 листопада ― Початок мовлення нового телеканалу «eQtv», присвяченого цифровій безпеці[122][123].
- 30 листопада — Початок мовлення нового телеканалу «Maincast»[124][125].
- Початок мовлення телеканалу «TVA» в Новодністровську в MX-5 цифрової етерної мережі DVB-T2[15].

### Грудень
- 2 грудня — Початок мовлення нового розважального телеканалу «Super+» від медіахолдингу «Starlight Media»[106][78][126][127].
- 11 грудня
  - Зміна логотипа і графічного оформлення телеканалу «Розпакуй TV»[128].
  - Припинення супутникового мовлення телеканалу «Відродження».
- 17 грудня
  - Початок технічного мовлення нових фільмових телеканалів «Твоє кіно Хіт», «Твоє кіно Action» і «Твоє кіно Relax» від медіахолдингу «Starlight Media».
  - Початок мовлення телеканалу «МТМ» в Запоріжжі в MX-5 цифрової етерної мережі DVB-T2[129].
- 23 грудня — Початок повноцінного мовлення фільмових телеканалів «Твоє кіно Хіт», «Твоє кіно Action» і «Твоє кіно Relax»[130][131][132].
- 27 грудня — Початок мовлення нового FAST-телеканалу «Хроніка+»[133].
- 31 грудня — Припинення мовлення донецького окупаційного телеканалу «Юніон»[134].

## Без точних дат
- Припинення мовлення та закриття чорноморського регіонального телеканалу «ІТ3»[135].
- Початок мовлення нового спортивного телеканалу «Sport 5» від медіахолдингу «Поверхность ТВ».
- Припинення мовлення та закриття шепетівського регіонального телеканалу «Like TV».